# Бруно Латур
Бруно Латур (фр. Bruno Latour; француски: [латуʁ]; Бон, 22. јун 1947 — Париз, 9. октобар 2022) био је француски филозоф, антрополог и социолог. Он је посебно познат по свом раду у области науке и технологије.
Након предавања у престижној париској Националној високој техничкој школи (Центар за социологију иновација) од 1982. до 2006. године, он је сада професор на Институту за политичке студије у Паризу (2006), где је директор истраживачког центра. Он је такође стални професор у Лондонској школи економије и политичких наука.
Латур је најпознатији по својим књигама ''Никад нисмо били модерни'' (1991; преведено на енглески, 1993), ''Живот Лабораторије'' (са Стивом Вулгаром, 1979) и ''Наука у акцији'' (1987). Иако су његове студије o научној пракси биле у једном тренутку у вези са социјалним конструктивистичким приступом филозофији науке, Латур је значајно одступио од таквих приступа. Познат је по повлачењу из субјективне/објективне поделе и поновном развоју приступа рада у пракси. Уз Мишел Колина и Џон Лава, Латур је један од главних зачетника теорије актер – мрежа, конструктивистичког приступа, развијеног под утицајем етнометодологије Харолда Гарфинкела, стваралачке семиотике Греимаса и социологије Габријела Тарда, ривала Емила Диркема.
Латоурова монографија донела му је 10. место међу најчешће цитираним књигама аутора хуманистичких и друштвених наука за 2007. годину.

## Биографија
Латур је у сродству са познатом породицом винара из Бургоње, али није повезан са имањем сличног имена у Бордоу.
Као студент, Латур је првобитно био фокусиран на филозофију и био је под јаким утицајем Мишела Сереса. Латур је докторирао теологију на Универзитету Франсоа Рабле, у Туру. Убрзо је развио интерес за антропологију и започео теренски рад на Обали Слоноваче, што је резултирало кратком монографијом о деколонизацији, раси и индустријским односима.
Након што је провео више од 20 година у Центру за социологију иновација у париској Националној високој техничкој школи, 2006. године прелази на Институт за политичке студије у Паризу, где је он први шеф катедре Габријела Тарда. У последњих неколико година он је такође био један од кустоса успешних изложби Центра за уметност и медије у Карлсруеу у Немачкој, укључујући „Iconoclash“ (2002) и „Making Things Public“ (2005). 2005. године он је такође држао Спинозину катедру филозофије на Унивезритету у Амстердаму.

## Награде и признања
Латуру је 22. маја 2008. године, додељен почасни докторат од стране Универзитета у Монтреалу поводом конференције организационе комуникације, одржане у част Џејмс Р. Тејлора, који је имао велики утицај Латуров рад.

### Награда Холберг
Дана 13. марта 2013 горине, проглашен је за добитника Холберг награде. Наградни одбор је изјавио ”Бруно Латур је обавио амбициозну анализу и интерпретацију модерности, и довео у питање основне концепте, као што су разлике између модерног и предмодерног, природе и друштва, људи и нељуди”. Одбор је изјавио да је ”утицај Латуровог рада евидентан и далеко од студија историје науке, историје уметности, историје, филозофије, антопологије, географије, теологије, књижевности и права”.
Чланак Џона Елстера из 2013. Године у Aftenposten критиковао је награђивање Латура говорећи ”питање је да ли заслужује награду.” ...”Да је статут [награде] користио ново знање као главни критеријум, а не као један од многих критеријума, онда би он по мом мишљењу, био потпуно неквалификован. ”

## Главни радови

### Живот Лабораторије
Након раних напора у каријери, Латур помера свој истраживачки интерес на научнике у лабораторијама. Латур је добио на значају са публикацијом “Живот лабораторије: Социјална конструкција научних чињеница” чији је коаутор Стив Вулгар. У књизи, аутори предузимају етнографску студију неуроендокринолошког истраживања Салк инстинтута. Ови рани радови су тврдили да су наивни описи научних метода, у којима теорије зависе од исхода једног експреимента, недоследни према реалном раду у лабораторији.
У лабораторији, Латур и Вулгар су уочили да типични експеримент производи нејасне податке, који се приписују као неуспех апарата или експерименталних метода, и да велики део научног усавршавања укључује учење како да донесемо субјективну одлуку о томе које податке задржати, а које не. Латур и Вулгар су тврдили да, за неувежбане посматраче, целокупан процес подсећа, не на непристрасну потрагу за истином и прецизношћу, већ на механизам игнорисања податка који се супротстављају научним правилима.
Латур и Вулгар су створили веома контроверзну слику науке. Ослањајући се на рад Гастона Бачеларда, наставили су са идејом да су предмети научних студија друштвено конструисани у лабораторији - да они не могу бити постојани без инструмената да их измере и умова да их тумаче. Посматрали су научну активност као скуп веровања, усмене традиције и специфичне културне праксе - укратко, наука је реконструисана, не као поступак или скуп принципа, већ као култура. Латурова књига: Наука у акцији: Како следити научника и инжењера кроз друштво један је од најважнијих текстова социологије научног сазнања у којој је објавио свој чувени Други Принцип: “Научници и инжењери говоре у име нових савезника које су обликовали; они додају овај неочекивани ресурс како би променили равнотежу силе у њихову корист.“
Неки од Латурових ставова и налаза, су изазвали жестоке критике. Грос и Левит су тврдили да Латурови ставови постају апсурдни када се примене у ненаучном контексту: На пример, ако група сарадника у соби без прозора расправља о томе да ли напољу пада киша, и изађу напоље да открију кишне капи у ваздуху и на тлу, Латурова хипотеза би тврдила да је киша друштвено конструисана. Слично томе, филозоф Џон Серл сматра да Латуров социјално конструктивистички став има озбиљне недостатке, па стога производи “комичне резултате.”

### Пастеризација Француске
Након истраживачког пројекта за испититивање социологије приматолога, Латур наставља теме из Живота лабораторије са делом “Микроби: рат и мир” (у Енглеској објављен под називом Пастеризација Француске). У том делу, у маниру политичке биографије, он проучава живот и рад једног од најпознатијих Француских научника Луја Пастера, и његово откриће микроба. Латур истиче друштвене снаге у Пастеровој каријери, као и услове у којима је теорија прихваћена. Пружајући експлицитна идеолошка објашњења за веће прихватање Пастеровог рада у неким круговима него у другим, он настоји да наруши идеју да је прихватање или одбијање научних теорија примарно, или ствар експеримента или доказа. Једно од дела, Арамис, или љубав према технологији, фокусирано је на историју неуспешног масовног пројекта.

### Никад нисмо били модерни
Латуров рад Никада нисмо били модерни:тест симетричне антропологије први пут је објављен у Француској 1991. године. Убрзо је преведен на енглески и објављен 1993. године под називом Никад нисмо били модерни.
Латур подстиче читаоце антропологије да поново промисле и поново процене наш ментални склоп. Он је оценио рад научника и разматрао допринос научних метода знања и рада, што прикрива разлику између различитих дисциплина.
Латур тврди да друштво никада стварно није било модерно, и промовисао је немодернизам уместо постмодернизма, модернизма и антимодернизма. Његов став био је да никада нисмо били модерни и да мале поделе одвајају западњаке од осталих. Латур је видео модернизам као еру која својим наступањем поништава целокупну прошлост. Представио је антимодерну реакцију бранећи ствари као што су дух, рационалност, слобода, друштво, Бог или чак прошлост. Постмодерна, према Латуру, такође прихвата модернистичке апстракције као да су стварне. Супротно томе, немодернизам поново успоставља симетрију, с једне стране између науке и технологије, и друштва са друге стране. Латур се такође осврће на немогућност враћања постмодернизму, јер искључује експериментисање великих размера, које је производ модернизма.
Латур је покушао да, кроз студију случаја, докаже заблуду у старим објектима кроз природу модерности, која се може повезати са Платоном. Он је одбио концепт „тамо“ против „овде“. Он је истакао разлику између предмета као једноставно неупотребљиву и уцртао нови приступ према знању, раду и циркулишућим референцама. Латур је сматрао да несавремени треба да играју (раде) на другачијем терену, знатно другачијем од оног на коме су постмодернисти. Он говори много шире, али са много мање полемике о креацији непознате земље коју је кроз шалу назвао Средње Краљевство.
Године 1998., историчар науке Маргарет Ц. Јакоб тврди да је Латоуров политизован исказ развоја модернизма у 17. веку "фантастично бекство из модерне западне историје".

### Пандорина нада
Пандорина нада (1999) означава повратак на теме које је Латур истраживао у делима Наука у акцији и Никад нисмо били модерни. Користи независне, али тематски повезане есеје и студије случаја да испита ауторитет и поузданост научног сазнања. Латур користи наративни, анегдотски приступ у великом броју есеја, описујући свој рад са педолозима у кишним шумама Амазона, развој процеса пастеризације и истраживања француских научника за проучавање нуклеарне физике, по избијању Другог светског рата. Латур каже да је овај специфичан, анегдотски приступ науци од суштинског значаја за стицање потпуног разумевања дисциплине:
„Једини начин да се разуме реалност науке јесте да се прати шта наука ради најбоље, што представља обраћање посебне пажње на детаље у научној пракси.”
Неки аутори су критиковали Латурову методологију, укључујући Кетрин Пандору, професора историје наука на Унивезитету у Оклахоми. У свом приказу Пандорине наде она каже:
(Латурово) писање може бити стимулишуће, освежавајуће, повремено мотивишуће, али с једне тачке гледишта може бити приказано као неприродан стил у коме рококо жуди за сажимањем метафоре, примера, дефиниција и апстракција што може да фрустрира чак и читаоце који приступају његовом раду са најбољим намерама (без обзира на укључивање речника израза од девет страница и слободно коришћење дијаграма у покушају да се постигне највећа могућа јасноћа)
Поред својих епистемолошких брига, Латур такође истражује политичку димензију науке у „Пандориној Нади“. Два поглавља се ослањају на Платонов дијалог „Горгија“ као средство за истраживање и наглашавају разлику између садржаја и контекста. Као што Кетрин Пандора каже у свом осврту:
Тешко је остати равнодушан према ауторовом очигледном одушевљењу у коришћењу класичног дела из антике да би актуелна питања доспела у жижу интереса, као и да на читаоце остави утисак да Сократ и Каликле нису само у дијалогу један са другим, већ и са Латуром такође.
Иако Латур уоквирује своју дискусију класичним моделом, његови примери, пуни политичких питања, су актуелни и значајни: глобално загревање, ширење болести лудих крава, као и канцерогене последице пушења и спомињу се у различитим тачкама „Пандорине Наде“. У Феликс Сталдеровом чланку "Изван конструктивизма : према реализму", он сумира Латуров став у вези политичке димензије науке: „Ове научне дебате су неприродно држане отворене да би се онемогућиле било какве политичке акције против ових проблема и оних који профитирају од њих“.

### Зашто је критика изгубила снагу?
У чланку из 2004. године Латур преиспитује основне претпостаке на којима се заснива већина његове каријере, питајући се: „Да ли сам погрешио што сам учествовао у открићу ове дисциплине познате као студије науке?“ Добија оштре критике у вези своје области проучавања и друштвене критике уопште. Указује да се такве критике граниче са ирелевантним. Како би задржале снагу, Латур тврди да критике захтевају поновну процену: „Наше критике заслужују толики критички надзор као и буџет Пентагона.“ Како би повратиле свој фокус и кредибилитет, Латур тврди да друштвене критике морају прихватити емпиризам, да инсистирају на „одржавању чврстог реалистичког става – да говоре као Вилијам Џејмс.“
Латур указује да око 90% савремене друштвене критике приказује један од два приступа које он назива "чињенични положај и позиција магије". Положај магије је анти-фетишистички, тврдећи да су "предмети веровања" (нпр. религија, уметност) само концепти створени од стране пројектованих жеља и жеља "наивног верника", док чињенични положај тврди да су појединци доминантни, често тајно и без њихове свести, од стране спољних сила (на пример, економија, пол). "Да ли видите сада зашто је тако добро да будете критичан ум?", пита Латоур: без обзира на којој сте позицији, "Ви сте увек у праву!" Друштвене критике често претендују да користе анти-фетишизам против идеје коју лично одбацују.
Практични резултат ових приступа, које је неколико деценија испитивало милион студената елитних факултета, је популарна и утицајна "критичка окрутност" - која је налик малигном вирусу створеном од стране "лудог научника" - те се показао као немогућ за контролисање. Латур, као оно што највише забрињава, наводи то да су критичке идеје додељене од стране оних, које он описује као теоретичаре завере, укључујући и скептике у вези са глобалним загревањем и 9/11 покретом истине: "Можда преозбиљно схватам теорије завере, али сам одлучан да откријем, у тој лудој комбинацији рефлексног неверовања, прецизних доказа и слободне употребе помоћних објашњења из социјалне недођије, много оружја социјалне критике"

### Поновно формирање друштва
У делу: Поновно формирање друштва (2005) Латур наставља са поновном проценом свог рада, развијајући оно што он назива „метафизиком“, за коју каже да се односи на било шта што актер (онај од кога учимо) тврди да је извор мотивације. Дакле, ако неко каже, „Бог ме је инспирисао да будем милосрдан према комшијама“ дужни смо да препознамо „онтолошку тежину“ њиховог захтева, уместо да покушамо да заменимо њихово веровање у присуство Бога друштвеним појмовима као што су класа, пол, империјализам и сл. Латурова метафизика захтева постојање много светова. Тврди да истраживачи морају одустати од прилагођавања актера структури или оквиру, али сматра да предности ове жртве далеко надмашују мане.
Према Латуру, причати о метафизизци или онтологији, значи обраћати посебну пажњу на различите контрадикторне идеје које зближавају и инспиришу људе на деловање.
Традиционалнији метафизичари приговарају, тврдећи да то значи да постоји више контрадикторних стварности, да постоји мноштво идеја за које људи тврде да покрећу на акцију (Бог, природа, држава, личне амбиције и друго). Ови приговори испољавају најважнију разлику између традиционалног филозофског схватања метафизике и Латуровог схватања: за Латура нема „основне структуре стварности“ нити једног сталног света. Постоји мноштво стварности или „светова“ по његовим терминима које се не могу спознати – једна за сваки извор снаге актеровог надахнућа. Актери доносе стварну (метафизику) у постојање. Задатак истраживача, није да открију основу која објашњава ту снагу, већ да препознају „метафизичке иновације“ које предлажу свакодневни актери. Латур тврди, да забележавање ових метафизичких инспирација захтева велику посвећеност релативизму. Релативисти уче актеров језик, евидентирају шта говоре да раде, и не подносе жалбе вишим „структурама“ да „објасне“ мотиве актера. Релативисти препознају разноврсности метафизике коју актери доносе у постојање, и покушавају да их убележе, уместо да их сведу на просто објашњење.

## Дела
- Бруно Латур, Стив Вулгар: Живот Лабораторије: конструкција научних чињеница
- Бруно Латур, Пастеризација Француске
- Бруно Латур, Никада нисмо били модерни
- Бруно Латур, Арамис, или љубав према технологији
- Бруно Латур, Пандорина нада: есеј о стварности научних студија
- Бруно Латур, Политика природе, како увести науку у демократију
- Бруно Латур, Поновно формирање друштва: увод у теорију актер-мрежа